# Анисимова, Татьяна Валентиновна
Татьяна Валентиновна Анисимова (род. 17 апреля 1966, Свердловск) — украинская исполнительница вокала, оперное и камерное сопрано. Лауреат международного конкурса вокалистов имени Н. Лысенко (1-я премия, 1992). Лауреат Международного конкурса им. Альфредо Крауса (3-я премия, 1996). Лауреат Международного конкурса в Бильбао (2-я премия, 1996). Народная артистка Украины (2004). Солистка Одесского театра оперы и балета.

## Биография
Родилась 17 апреля в 1966 году в городе Свердловске в семье певцов: отец — бас Валентин Анисимов, заслуженный артист Украинской ССР, участник ансамбля «Русские басы», мама — сопрано Нелли Мельник, заслуженная артистка Украинской ССР, пела и в Ленинграде, и в Одессе, в других городах СССР. Отец был приглашён выступать в Одессу, куда вся семья позже и перебралась.
В 1992 году завершила обучение в Одесской консерватории. Сначала её педагогом была Вержбицкая, а потом перешла в класс Галины Анатольевны Поливановой. После консерватории стала работать в Одесском театре оперы и балета. Когда началась реставрация театра, была приглашена в Киев спеть по замене Тоску, после чего получила приглашение в Национальную оперу Украины. Также в опере нужен был первый кларнет, а супруг Анисимовой как раз кларнетист. До 2020 года работала и проживала в Киеве.
Сотрудничала с театрами Италии и Испании. Участвовала в постановке оперы «Дон Карлос» в Испании (1998). Выступала на оперном фестивале в Сплите (Хорватия). Много солировала в театрах России. В Большом театре России исполняла партии Турандот («Турандот»), Тоски («Тоска») и Катерины Измайловой («Леди Макбет Мценского уезда»). Гастролировала в Германии, Италии, Испании, Греции, Финляндии, Ливане.
В творчестве народной артистки Украины Татьяны Анисимовой партии Иоанны и Татьяны в операх «Орлеанская дева» и «Евгений Онегин» П. И. Чайковского, Земфиры в «Алеко» С. Рахманинова, Эльвиры и Леди Макбет в операх «Макбет» и «Эрнани» Дж. Верди, Лизы в «Пиковой даме» П. И. Чайковского, Катерины Измайловой в «Леди Макбет Мценского уезда» Д. Шостаковича, Иоланты в одноименной опере П. Чайковского, Лукреции и Леоноры в операх Дж. Верди «Двое Фоскари» и «Трубадур», Джоконды в одноименной опере А. Понкьелли, Амелии в «Бале-маскараде» и Аиды в одноименной опере Дж. Верди, Елизаветы в «Дон Карлосе» Дж. Верди, Бьянки в опере «Пеладжо» Дж. Меркаданте, Манон и Чи-Чио-Сан в операх «Манон Леско» и «Мадам Баттерфляй» Дж. Пуччини, Сантуццы в «Сельской чести» П. Масканьи, Недды в «Паяцах» Р. Леонкавалло и Кармен в одноименной опере Ж. Бизе. Также репертуар исполнительницы включает сопрановые партии в Stabat Mater Вивальди и Реквиеме Верди.
С 2020 года живёт и работает в Одессе.

## Награды и звания
- Лауреат международного конкурса вокалистов имени Н. Лысенко (1-я премия, 1992).
- Лауреат Международного конкурса им. Альфредо Крауса (3-я премия, 1996).
- Лауреат Международного конкурса в Бильбао (2-я премия, 1996).
- Народный артист Украины — 2004,
- Заслуженный артист Украины — 1995.